# Cratere Mopsa
Mopsa è un cratere d'impatto presente sulla superficie di Titania, il maggiore dei satelliti di Urano, a 11,9° di latitudine sud e 302,2° di longitudine est. Il suo diametro è superiore ai 100 km.
Il cratere è stato battezzato dall'Unione Astronomica Internazionale con riferimento ad un personaggio della tragicommedia shakespeariana Il racconto d'inverno,  la pastorella Mopsa.